# Вест-Монро (Нью-Йорк)
Вест-Монро (англ. West Monroe) — місто (англ. town) в США, в окрузі Освіго штату Нью-Йорк. Населення — 4088 осіб (2020).

## Демографія
Згідно з переписом 2010 року, у місті мешкали 4252 особи в 1653 домогосподарствах у складі 1188 родин. Було 1877 помешкань
Расовий склад населення:
| - 97,6 % — білих - 0,5 % — корінних американців - 0,4 % — азіатів - 0,3 % — чорних або афроамериканців |

До двох чи більше рас належало 1,2 %. Частка іспаномовних становила 0,9 % від усіх жителів.
За віковим діапазоном населення розподілялося таким чином: 23,6 % — особи молодші 18 років, 64,6 % — особи у віці 18—64 років, 11,8 % — особи у віці 65 років та старші. Медіана віку мешканця становила 41,7 року. На 100 осіб жіночої статі у місті припадало 106,4 чоловіків;  на 100 жінок у віці від 18 років та старших — 105,3 чоловіків також старших 18 років.
Середній дохід на одне домашнє господарство  становив 67 631 долар США (медіана — 58 141), а середній дохід на одну сім'ю — 73 395 доларів (медіана — 66 667). Медіана доходів становила 46 852 долари для чоловіків та 42 645 доларів для жінок. За межею бідності перебувало 16,5 % осіб, у тому числі 41,0 % дітей у віці до 18 років та 1,6 % осіб у віці 65 років та старших.
Цивільне працевлаштоване населення становило 2098 осіб. Основні галузі зайнятості: освіта, охорона здоров'я та соціальна допомога — 18,3 %, мистецтво, розваги та відпочинок — 13,4 %, виробництво — 11,8 %, науковці, спеціалісти, менеджери — 10,5 %.